# Ingrid Rollema
Ingrid Rollema (Den Haag, 1953) is een Nederlands beeldhouwer en docent.

## Leven en werk
Na een jaar aan de Toneelschool Amsterdam, was Rollema aanvankelijk actief in het straattheater. Ze studeerde vervolgens beeldhouwen aan de Rotterdamse Academie. Later volgden nog studies kunstfilosofie, volkerenrecht en toegepaste ethiek. Rollema maakte diverse monumentale beelden, tussen 1978 en 1995 werden haar bronzen in een eigen gieterij gegoten. In 2002 ontving ze de Victorine Heftingprijs.
Rollema was directeur (2001-2009) van de Vrije Academie Werkplaats voor Beeldende Kunsten. Ze geeft incidenteel les aan de Koninklijke Academie van Beeldende Kunsten in Den Haag.

## Werken (selectie)
- Wereldwijf (1984), Den Haag
- Paalzitter (1985), Den Haag
- Stokvis (1985), Den Haag
- Paard hangend over een hekje maar lachend (1989), Drachten
- De droom (1993), Brielle
- Koningin der Lage Landen (1993), Numansdorp
- Gravin Machteld (1996), 's-Gravenzande
- Twee groene paardenhoofden (1998), Eindhoven
- Boegbeeld (2002), Groningen
- Buste Bertha von Suttner (2013) voor het Vredespaleis, Den Haag

## Afbeeldingen

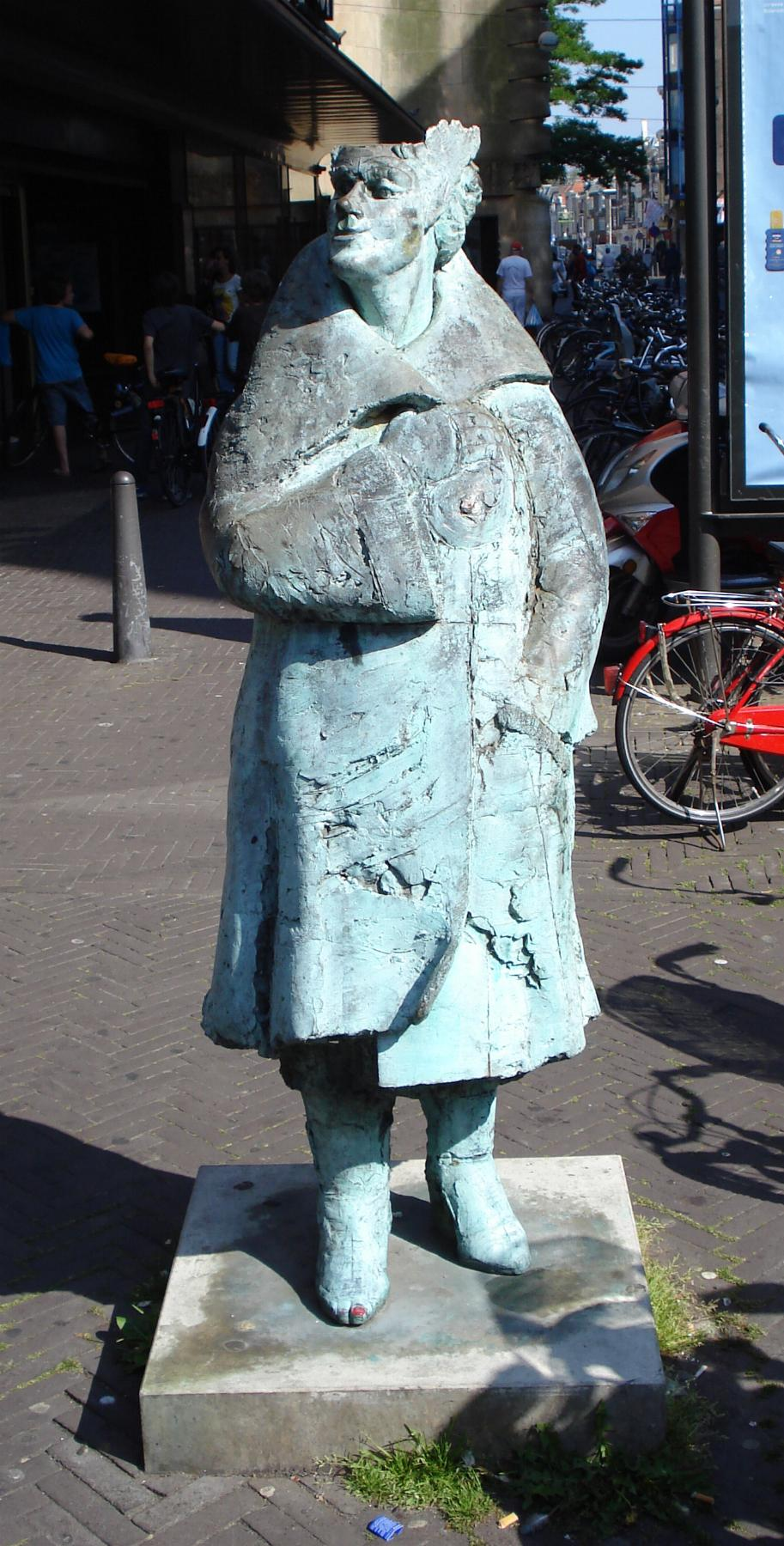
Wereldwijf
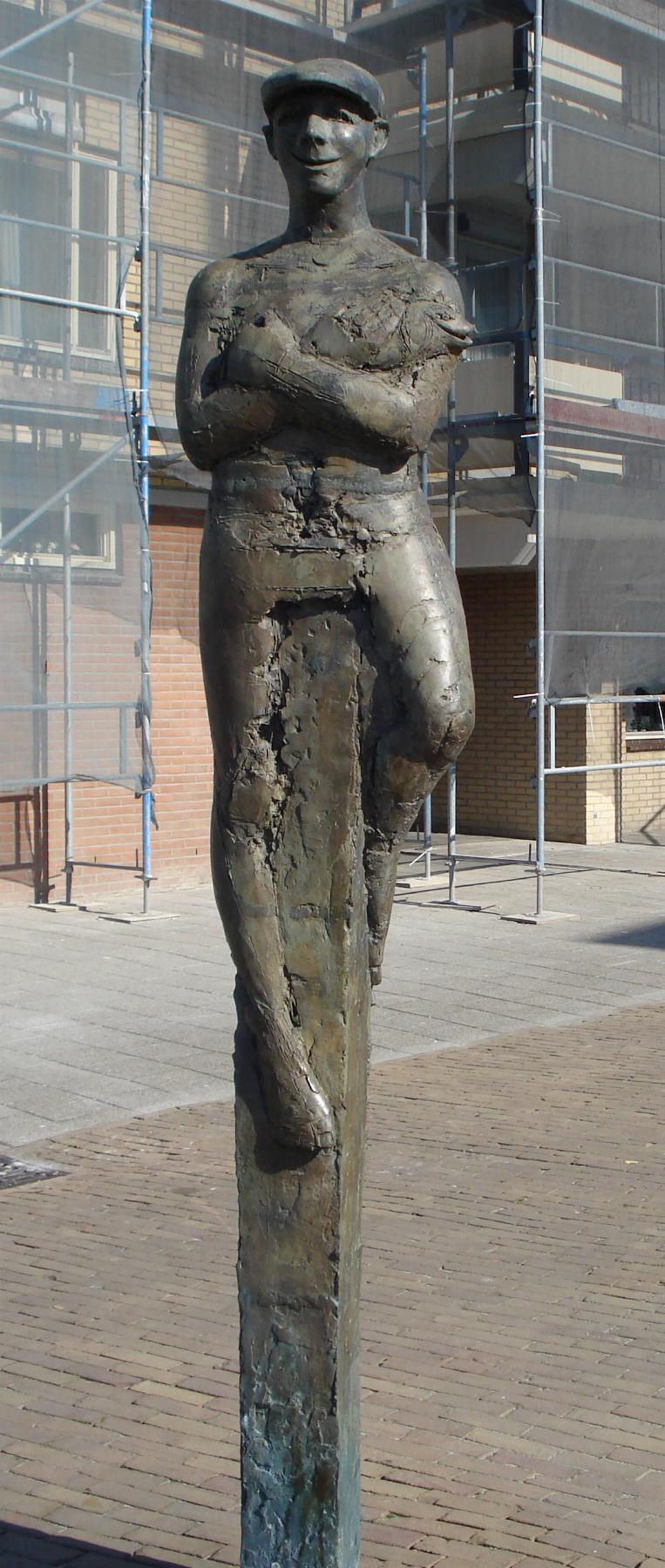
Paalzitter
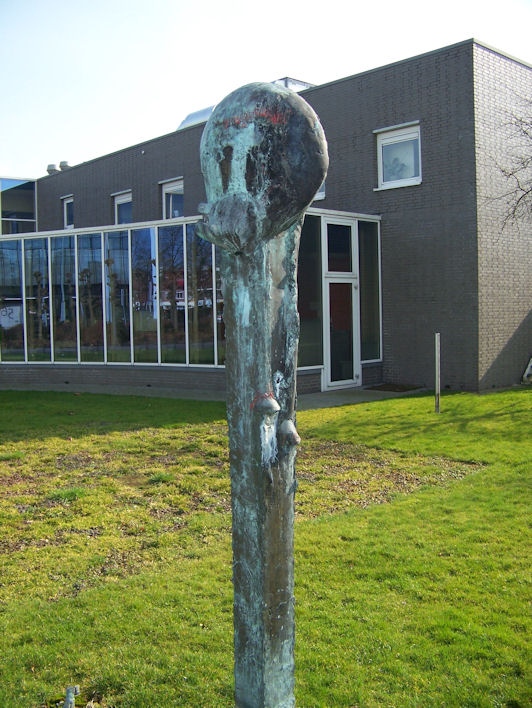
Paard over hek
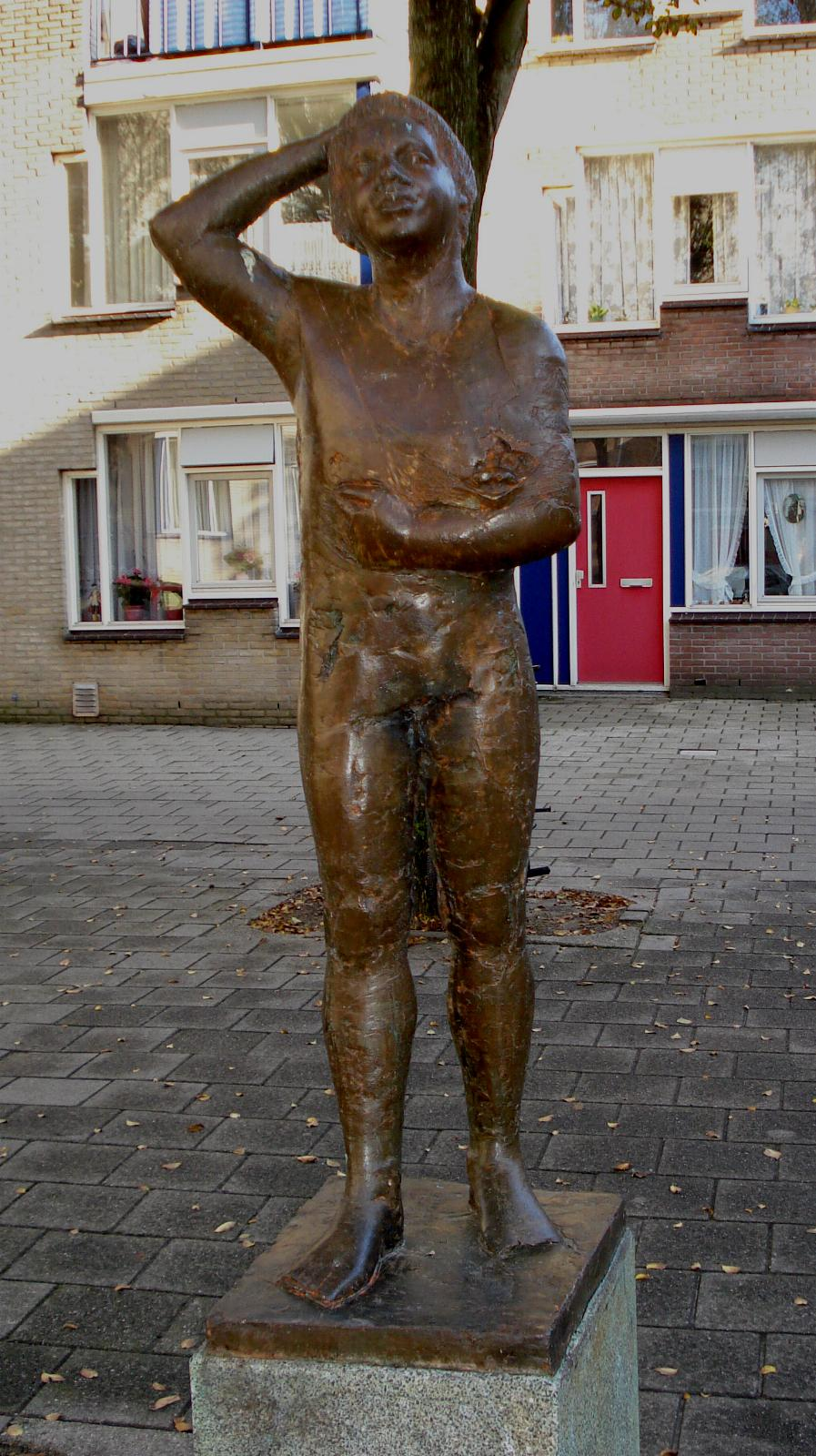
Stokvis
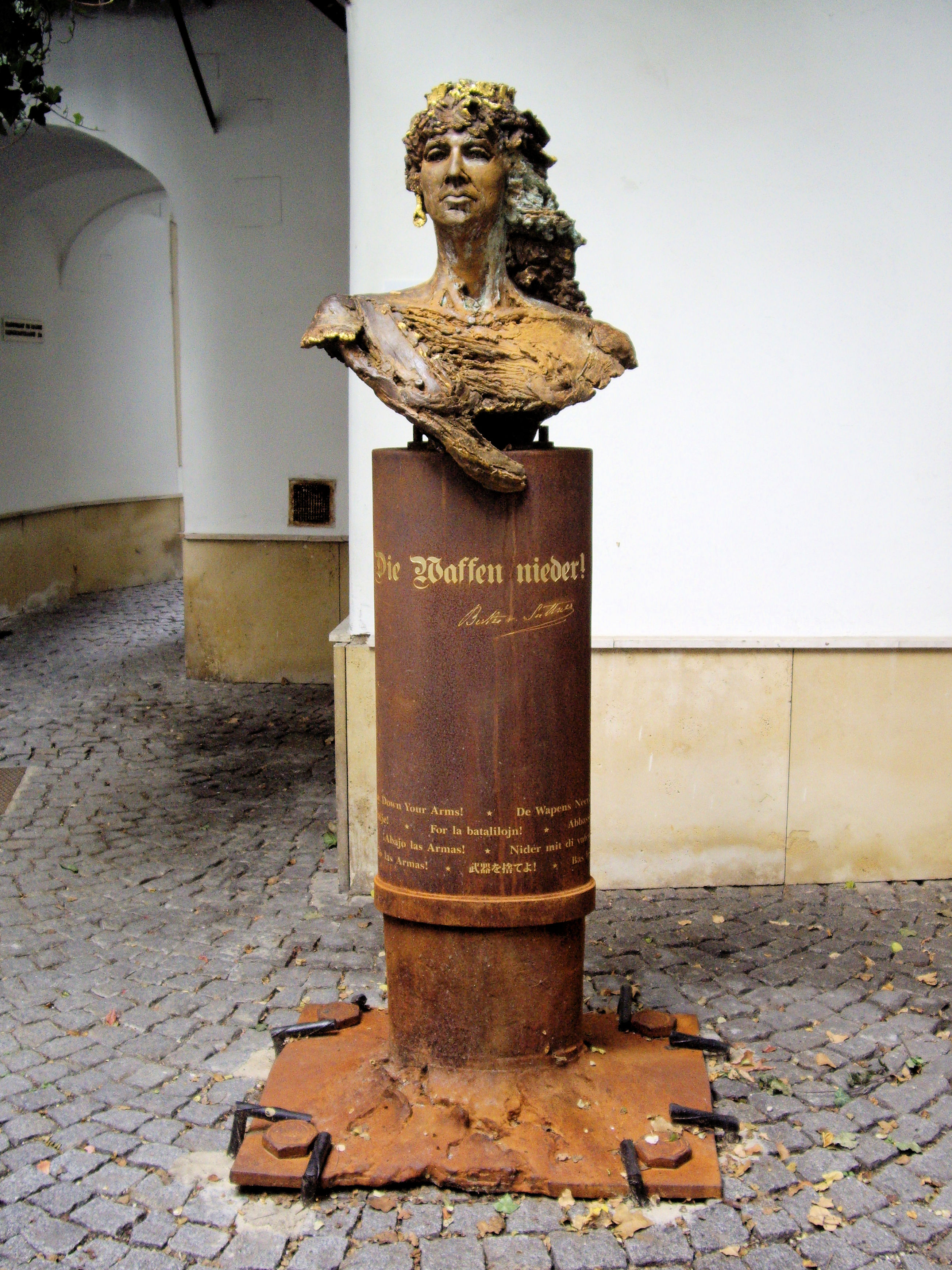
Bertha von Suttner